# Pessoas-Animais-Natureza
Ludzie-Zwierzęta-Przyroda (port. Pessoas-Animais-Natureza, PAN) – portugalska partia polityczna o profilu ekologicznym, koncentrująca się na prawach i dobrostanie zwierząt.

## Historia
Partia została założona w 2009, formalnie zarejestrowana w 2011. W tym samym roku ugrupowanie wprowadziło jednego przedstawiciela do organu legislacyjnego Madery. W wyborach krajowych w 2011 PAN poparło 1,0% głosujących. W 2014 PAN była wśród organizatorów europejskiej koalicji partii na rzecz zwierząt pod nazwą Euro Animal 7 (przemianowaną później na Animal Politics EU).
Nowym rzecznikiem i faktycznym liderem formacji został André Lourenço e Silva, odszedł z tej funkcji w 2021. W tymże roku na czele partii stanęła Inês Sousa Real.
W wyborach w 2015 partia otrzymała 1,4% głosów i 1 mandat w Zgromadzeniu Republiki, który przypadł jej liderowi. W wyborach europejskich w 2019 ekologów poparło 5,1% głosujących, dzięki czemu po raz pierwszy uzyskali 1 miejsce w Europarlamencie IX kadencji. W tym samym roku partia w wyborach krajowych otrzymała 3,3% głosów, zwiększając swoją reprezentację poselską do 4 osób. W kolejnych wyborach z 2022 uzyskała 1,5% głosów i 1 mandat w krajowym parlamencie. W wyborach z 2024 i 2025 ugrupowanie dostawało odpowiednio 1,9% głosów oraz 1,4% głosów, utrzymując każdorazowo jednoosobową reprezentację poselską.